# Хачиров, Исмаил Азретович
Исмаил Азретович Хачиров (10 января 1938, аул Верхняя Мара, Карачаевская автономная область, РСФСР, СССР — 14 марта 2014, Чапаевское, Прикубанский район, Карачаево-Черкесия, Российская Федерация) — советский и российский общественный деятель, председатель колхоза «Родина» Прикубанского района Карачаево-Черкесской автономной области (1979—1998), народный депутат СССР.

## Биография
В пять лет оказался в местах вынужденной ссылки карачаевского народа, трудовой путь он начинал простым колхозником. В 1960 г. окончил Григориполисский сельскохозяйственный техникум, в 1969 г. — Ставропольский сельскохозяйственный институт.
Работал агрономом колхоза «Родина»,
- 1961—1968 гг. — заведующий организационным отделом Карачаево-Черкесского обкома ВЛКСМ,
- 1968—1977 гг. — инструктор сельскохозяйственного отдела Карачаево-Черкесского обкома КПСС,
- 1977—1979 гг. — заместитель председателя Прикубанского райисполкома, начальник управления сельского хозяйства.
- 1979—1998 гг. — председатель колхоза «Родина» Прикубанского района Карачаево-Черкесской автономной области. В этот период была создана собственная перерабатывающая отрасль, включавшая 12 колхозных предприятий (цеха по производству комбикормов, растительного масла, гречневой крупы, макаронных изделий, пекарня, мельница и др.). Колхоз 6 раз удостаивался звания победителя Всесоюзного и 4 раза — Всероссийского соцсоревнования. Одним из первых среди сельскохозяйственных предприятий СССР наладил прямые внешние связи (1987).

Народный депутат СССР (1989—1991) от Карачаево-Черкесского территориального избирательного округа № 106. Избирался членом Ставропольского краевого и Карачаево-Черкесского областного комитетов КПСС, депутатом Ставропольского краевого и Карачаево-Черкесского областного Советов народных депутатов.

## Награды и звания
Награждён орденами Трудового Красного Знамени (1991) и Знак Почета (1984). Лауреат Премии Совета Министров СССР (1989).